# Douglas Sirk
Douglas Sirk, eig. Hans Detlef Sierck (Hamburg, 26 april 1897 – Lugano, 14 februari 1987) was een Duits-Amerikaans filmregisseur van Deense afkomst.

## Levensloop
Hans Detlef Sierck werd geboren in Duitsland als kind van Deense ouders; zijn vader was journalist. Hij bracht een deel van zijn kinderjaren in Denemarken door, maar het gezin keerde terug naar Duitsland en liet zich naturaliseren. Hij ving zijn loopbaan aan als theaterregisseur in de Weimarrepubliek. Zijn filmcarrière begon hij bij de filmmaatschappij UFA in 1934, maar hij emigreerde in 1937 naar de Verenigde Staten, waar hij zijn naam verengelste tot Douglas Sirk. In 1942 begon hij films te draaien in Hollywood.
Hij verwierf vooral bekendheid tussen 1952 en 1959 als regisseur van een reeks formalistische melodrama's in technicolor voor de filmmaatschappij Universal Studios. Hierbij leverde hij drie nieuwe versies af van romantische drama's uit de jaren 30 van John M. Stahl. Op het hoogtepunt van zijn carrière koos hij ervoor te stoppen met regisseren en de Verenigde Staten te verlaten. Hij regisseerde nadien slechts één film. Bijna dertig jaar later stierf hij in het Zwitserse Lugano.

## Filmografie
- 1935: April, April!
- 1935: Stützen der Gesellschaft
- 1935: Das Mädchen vom Moorhof
- 1936: 't Was één april
- 1936: Schlußakkord
- 1936: Das Hofkonzert
- 1937: La Chanson du souvenir
- 1937: Zu neuen Ufern
- 1937: La Habanera
- 1938: Accord Final
- 1939: Boefje
- 1943: Hitler's Madman
- 1944: Summer Storm
- 1946: A Scandal in Paris
- 1947: Lured
- 1948: Sleep, My Love
- 1949: Shockproof
- 1949: Slightly French
- 1950: Mystery Submarine
- 1951: The First Legion
- 1951: Thunder on the Hill
- 1951: The Lady Pays Off
- 1951: Week-End with Father
- 1952: No Room for the Groom
- 1952: Has Anybody Seen My Gal?
- 1953: Meet Me at the Fair
- 1953: Take Me to Town
- 1953: All I Desire
- 1954: Taza, Son of Cochise
- 1954: Magnificent Obsession
- 1954: Sign of the Pagan
- 1955: Captain Lightfoot
- 1955: All That Heaven Allows
- 1956: There's Always Tomorrow
- 1956: Written on the Wind
- 1957: Battle Hymn
- 1957: Interlude
- 1958: The Tarnished Angels
- 1958: A Time to Love and a Time to Die
- 1959: Imitation of Life